# تپه پرسونه (پای تپه)
تپه پرسونه (پای تپه) مربوط به هزاره اول قبل از میلاد است و در جنوب شرقی خرم‌آباد و ۴ کیلومتری جاده خرم‌آباد به بروجرد واقع شده و این اثر در تاریخ ۱۲ مهر ۱۳۷۷ با شمارهٔ ثبت ۲۱۱۸ به‌عنوان یکی از آثار ملی ایران به ثبت رسیده است.